# Alberto Presutti
Alberto Presutti (Trasacco, 6 novembre 1937 – Avezzano, 11 ottobre 2013) è stato un politico, medico e chirurgo italiano, esponente della Democrazia Cristiana e già deputato.

## Biografia
Nato a Trasacco (AQ), in Abruzzo, iniziò durante il periodo universitario a impegnarsi attivamente in politica. Vicino ai gruppi cattolici della Democrazia Cristiana, come i fucini e "Intesa Universitaria", venne eletto capogruppo universitario. Dopo aver conseguito la laurea in medicina e chirurgia operò per circa quarant'anni, fino all'anno 2002, nel reparto di medicina dell'ospedale di Avezzano. Presso il principale nosocomio della Marsica s'impegnò a realizzare importanti strutture organizzative.
Tra i diversi impegni portati a compimento figurano i progetti promossi in seno alla Fondazione Carispaq, della quale fu socio fondatore, la valorizzazione dello zuccherificio di Celano e la collocazione nel nucleo industriale di Avezzano del CRAB, il Consorzio di Ricerca Applicata alle Biotecnologie.
Morì ad Avezzano all'età di quasi 76 anni, l'11 ottobre 2013.

### Carriera politica
Agli inizi degli anni settanta fu eletto consigliere e assessore comunale di Avezzano nelle giunte Claudio Lucci e Cataldi I. Fu successivamente eletto presidente della provincia dell'Aquila nel settembre del 1975. Mantenne tale carica fino al mese di aprile dell'anno successivo. Fu per tre anni segretario provinciale della DC.
La candidatura, che lo portò ad essere proclamato deputato della Camera nella VII legislatura, fu indicata da Lorenzo Natali e Giuseppe Fracassi, esponenti politici della sua stessa corrente democristiana. 
Fece parte della XIV commissione igiene e sanità pubblica. Terminò il mandato il 19 giugno 1979.
Nel 1992 lasciò la politica per continuare l'attività lavorativa presso l'ospedale di Avezzano fino al 2002.